# Hans Mayrhofer
 Hans Mayrhofer (* 12. August 1876 in Kirchberg ob der Donau; † 1. Februar 1949 in Linz) war ein österreichischer Politiker.

## Leben
Er erlernte den Beruf des Maschinenwärters und Maschinenmeisters.

## Politik
Er war Vizebürgermeister der Stadtgemeinde Steyr.
- 23. Juni 1919 – 18. Mai 1925  Abgeordneter zum Oberösterreichischen Landtag (XII. Wahlperiode) für die Sozialdemokratische Partei (SD).
- 27. November 1922 bis 18. Mai 1927 Abgeordneter zum Nationalrat (I. GP) & (II. GP), SdP